# Czesław Gauza
Czesław Gauza (ur. 19 kwietnia 1897 w Słupi, zm. 7 stycznia 1940 w Kozielsku) – polski prawnik, adwokat, notariusz, działacz społeczny, polityk, poseł na Sejm w II RP.

## Życiorys
Urodził się w rodzinie Walentego, rolnika i Eleonory z Dziabaszewskich. Był młodszym bratem Stanisława (1895–1962), majora kawalerii, kawalera Virtuti Militari. Ukończył Gimnazjum Marii Magdaleny w Poznaniu (zdając maturę w 1916 roku) i Wydział Prawno-Ekonomiczny Uniwersytetu im. Adama Mickiewicza w Poznaniu. 
W latach 1916–1918 służył w 204 rezerwowym pułku piechoty armii niemieckiej, był ciężko ranny na froncie rumuńskim. Został dowódcą kompanii w powstaniu wielkopolskim, od stycznia 1919 roku walczył ochotniczo kolejno w 68 i 70. pułku piechoty WP. W sierpniu 1921 roku został zwolniony z wojska ze względu na stan zdrowia. W 1934 jako oficer pospolitego ruszenia pozostawał w ewidencji Powiatowej Komendy Uzupełnień Bydgoszcz Miasto. Posiadał przydział do Oficerskiej Kadry Okręgowej Nr VIII. Był wówczas „przewidziany do użycia w czasie wojny”.
Po studiach i dwóch egzaminach prawniczych pracował jako adwokat, potem notariusz w Nowem koło Świecia, gdzie także był wiceburmistrzem. Pełnił m.in. funkcje: prezesa Związku Weteranów Powstań Narodowych RP, prezesa koła Przyjaciół Związku Strzeleckiego, wiceprezesa Towarzystwa Opieki nad Młodzieżą, przewodniczącego Rady Szkolnej, członka rady Komunalnej Kasy Oszczędności. 
W czasie wyborów w 1935 roku został wybrany 29 165 głosami z listy państwowej w okręgu nr 103 obejmującym powiaty: chojnicki, sępoleński, tucholski, świecki, starogardzki i tczewski. W IV kadencji był zastępcą rzecznika Sądu Marszałkowskiego. Należał do Parlamentarnej Grupy Pomorskiej, w której pełnił rolę zastępcy sekretarza. Pracował w komisji kontroli długów państwa (w której od 6 marca 1936 był zastępcą sekretarza), oświatowej i prawniczej. W marcu 1936 roku został wybrany do specjalnej komisji ds. samorządu stołecznego.
18 września 1939 w Tarnopolu został aresztowany . 4 listopada 1939 trafił do Obozu NKWD w Kozielsku . Zmarł 7 stycznia 1940 . Został pochowany na cmentarzu miejskim w Kozielsku.

## Ordery i odznaczenia
- Krzyż Niepodległości – 20 lipca 1932 „za pracę w dziele odzyskania niepodległości”[6][3].